# Margaret Cho
Margaret Moran Cho (koreaiul: 조모란; San Francisco, Kalifornia, 1968. december 5.–) amerikai színésznő, zenész, stand-up komikus, divattervező és író. 
Leginkább stand-up fellépéseiről ismert, amelyekben társadalmi és politikai problémákat kritizál, témái pedig a rasszizmus és a szexualitás. Az ABC All-American Girl című sitcomjának (1994-95) elkészítése és főszereplése után vált ismertté, majd az azt követő években stand-up komikusként is befutott.
A divat és a zene területén is tevékenykedett, és saját ruhakollekciója is van. Gyakran kiállt az LMBT-jogok mellett, és díjakat nyert a nők, az ázsiai amerikaiak és az LMBT-közösség érdekében tett humanitárius erőfeszítéseiért. 
Színésznőként feltűnt a Búcsúmulatság és John Travolta FBI-os kollégájaként az Ál/Arc című filmekben. Cho tagja volt a Lifetime csatorna Haláli testcsere című sorozatának, amelyben Teri Lee ügyvédi asszisztenseként szerepelt. 2012-ben Emmy-díjra jelölték A stúdió című sorozatban Kim Dzsongil diktátort alakító vendégszerepéért. 

## Élete és pályafutása
1968-ban született egy koreai-amerikai családban a kaliforniai San Franciscoban. Nagyapja keresztény lelkész volt, aki egy árvaházat vezetett Szöulban a koreai háború alatt, és Cho szerint "a templomban nőtt fel". Egy fajilag eltérő környéken nőtt fel, San Francisco Ocean Beach városrészének közelében, amelyet úgy jellemzett, mint a "régi hippik, volt drogosok, az 1960-as évek kiégettjei, transzvesztiták, kínai amerikaiak és koreai amerikai közössége. Azt mondani, hogy ez egy olvasztótégely volt - ez a legkevesebb. Igazán zavarba ejtő, tanulságos, csodálatos időszak volt." Cho szülei, Young-Hie és Seung-Hoon Cho, akik a Paperback Traffic könyvesboltot vezették a Polk Streeten, San Franciscóban. Apja vicceskönyveket és újságcikkeket ír a dél-koreai Szöulban.
Az iskolában Chót folyamatosan zaklatták; "sűrűn bántottak, mert más voltam, mint a többiek, ezért megosztom a tapasztalataimat - vertek és gyűlöltek, kövérnek, perverznek, külföldinek, hazugnak, falánknak, lustának, mocskosnak és becstelennek neveztek, de mindeközben láthatatlan maradtam, ami gyógyított engem, és gyógyít másokat is, ha hallják - azokat, akik most szenvednek".
Öt és tizenkét éves kora között Chót "szexuálisan zaklatta egy családi barát". A Loveline 1997. május 21-i, Adam Carollával és Dr. Drew Pinskyvel készült műsorában arról beszél, hogy a nagybátyja megerőszakolta, miközben ugyanebben az időszakban a hároméves lányát is megerőszakolta. Kilencedik és tizedik osztályban gyakran lógott az órákról és rossz jegyeket kapott, aminek következtében kicsapták a Lowell Középiskolából (San Francisco). Cho elmondta, hogy "fiatal koromban folyamatosan megerőszakoltak" (egy másik ismerőse), és amikor ezt elmondta valakinek, és az osztálytársai megtudták, ellenséges megjegyzéseket kapott, amelyekkel igazolták a történteket, és többek között azzal vádolták, hogy "olyan kövér", hogy csak egy őrült feküdne le vele.
Miután Cho kifejezte érdeklődését az előadóművészet iránt, felvételizett és felvételt nyert a School of the Arts High School-ba, egy San Francisco-i állami művészeti középiskolába. Az iskolában részt vett az iskola improvizatív komédia csoportjában, Sam Rockwell és Aisha Tyler mellett.
15 évesen telefonszexoperátorként dolgozott, és később dominaként. A középiskola elvégzése után Cho a San Francisco-i Állami Egyetemre járt, ahol drámát tanult, de nem diplomázott le.

## Filmográfia

### Film
| Év   | Magyar cím                     | Eredeti cím                             | Szerep                                         | Magyar hang    |
| ---- | ------------------------------ | --------------------------------------- | ---------------------------------------------- | -------------- |
| 1994 | Angie                          | Angie                                   | nővér                                          |                |
| 1995 | Elátkozott generáció           | The Doom Generation                     | feleség                                        |                |
| 1996 | Búcsúmulatság                  | It's My Party                           | Charlene Lee                                   |                |
| 1997 |                                | Pink as the Day She Was Born            | Donna                                          |                |
| 1997 | Ál/Arc                         | Face/Off                                | Wanda                                          |                |
| 1997 |                                | Fakin' da Funk                          | May-Ling                                       |                |
| 1997 |                                | Sweethearts                             | Noreen                                         |                |
| 1998 | Pánik az irányítótoronyban     | Ground Control                          | Amanda                                         |                |
| 1998 |                                | The Thin Pink Line                      | Asia Blue / Terry                              |                |
| 1998 | Rugrats mozi – Fecsegő tipegők | The Rugrats Movie                       | Klavin hadnagy (hangja)                        |                |
| 1999 |                                | Can't Stop Dancing                      | JoJo                                           |                |
| 1999 |                                | The Tavern                              | Carol                                          |                |
| 2000 |                                | $pent                                   | Shirley, ügynök                                |                |
| 2002 |                                | Grocery Store (rövidfilm)               | bolti eladó                                    |                |
| 2003 | Senki nem tud semmit           | Nobody Knows Anything!                  | autós ügynök                                   |                |
| 2005 |                                | Bam Bam and Celeste                     | Celeste / Anyu                                 |                |
| 2006 |                                | Falling for Grace                       | Janie                                          |                |
| 2007 |                                | Love Is Love (rövidfilm)                | féltékeny barátnő a filmben                    |                |
| 2008 | Nem fogadott hívás             | One Missed Call                         | Mickey Lee nyomozó                             |                |
| 2008 |                                | The Snake                               | szakértő                                       |                |
| 2008 |                                | Prop 8: The Musical (rövidfilm)         | kaliforniai melegek és az őket szerető emberek |                |
| 2009 | Megint 17                      | 17 Again                                | Mrs. Dell                                      |                |
| 2011 |                                | Mindwash. The Jake Sessions (rövidfilm) | Dr. Francine Kovinsky (hangja)                 |                |
| 2011 |                                | Thugs, the Musical! (rövidfilm)         | Yvette                                         |                |
| 2012 |                                | The Immigrant (rövidfilm)               | Margaret                                       |                |
| 2013 |                                | Amelia's 25th                           | Babs                                           |                |
| 2013 |                                | Wedding Palace                          | A Sámán                                        |                |
| 2013 |                                | Fish Power (rövidfilm)                  | Tilápia királynő                               |                |
| 2014 |                                | Senior Project                          | Ms. Ghetty                                     |                |
| 2015 | Újrabolva                      | Tooken                                  | Brownfinger                                    | Nyírő Bea      |
| 2016 |                                | Hurricane Bianca                        | parókabolt tulajdonosa (cameo)                 |                |
| 2017 |                                | Bright                                  | Ching őrmester                                 |                |
| 2017 |                                | Sharknado 5: Global Swarming            | Simone                                         |                |
| 2020 |                                | Faith Based                             | Jane                                           |                |
| 2020 | Lunaria – Kaland a Holdon      | Over the Moon                           | Ling néni (hangja)                             | Kiss Erika     |
| 2020 | Lunaria – Kaland a Holdon      | Over the Moon                           | Gretch (hangja)                                | Kocsis Mariann |
| 2020 | Gyertek át                     | Friendsgiving                           | meleg édesanya                                 |                |
| 2021 |                                | Hysterical (dokumentumfilm)             | önmaga                                         |                |
| 2021 | Papíron jónak tűnt             | Good on Paper                           | Margot                                         | Solecki Janka  |
| 2022 | Szexepil                       | Sex Appeal                              | Ma Deb                                         |                |
| 2022 |                                | Fire Island                             | Erin                                           |                |
| 2022 |                                | The Listener                            | Corinne (hangja)                               |                |

### Websorozat
| Év   | Cím           | Szerep    | Megjegyzés |
| ---- | ------------- | --------- | ---------- |
| 2007 | Girltrash!    | Min Suk   | 3 epizód   |
| 2013 | Gayle         | Yo-Yo Ma  | 1 epizód   |
| 2013 | In Transition | Tawny Kim | 13 epizód  |

## Fordítás
- Ez a szócikk részben vagy egészben  a   Margaret Cho című angol Wikipédia-szócikk ezen változatának fordításán alapul.  Az eredeti cikk szerkesztőit annak laptörténete sorolja fel. Ez a jelzés csupán a megfogalmazás eredetét és a szerzői jogokat jelzi, nem szolgál a cikkben szereplő információk forrásmegjelöléseként.